# Ute Geweniger
Ute Geweniger (n. 24 februarie 1964, Karl-Marx-Stadt, Germania) este o înotătoare ce a reprezentat Germania, medaliată olimpică. A participat la o ediție a Jocurilor Olimpice (1980) în care a câștigat două medalii de aur.